# Институт македонского языка имени Крсте Мисиркова

Юбилейный знак к 50-летию института

Институт македонского языка имени Крсте Мисиркова (макед. Институт за македонски јазик „Крсте Мисирков“) — организация-регулятор македонского языка, входит в состав Университета Святых Кирилла и Мефодия в Скопье. Институт создан в марте 1953 года, с целью стандартизации македонского языка и развития македонистики. Также является учебным заведением в сфере профессиональной подготовки и повышения квалификации специалистов по македонскому языку. Сначала институт функционировал в качестве подразделения философского факультета, но вскоре он сформировался как отдельное научное учреждение и был назван в честь видного деятеля македонского национального возрождения Крсте Мисиркова.

## Организационная структура
В настоящее время институт состоит из 5 отделов:
- Отдел истории македонского языка
- Отдел современного македонского языка
- Отдел диалектологии
- Отдел македонской лексикологии и лексикографии
- Отдел ономастики.

Сотрудники из отдела истории македонского языка осуществили проект создания словаря церковнославянского языка; научные сотрудники отдела современного македонского языка разрабатывают Синтаксический словарь македонских глаголов; научные сотрудники отдела диалектологии разрабатывают Атлас диалектов македонского языка; научные сотрудники из отдела македонского лексикологии и лексикографии разрабатывают Толковый словарь македонского языка, а также словарь македонской народной поэзии; научные сотрудники из отдела ономастики разрабатывают словарь македонских фамилий.
В настоящее время научно-исследовательскую деятельность в институте ведут 33 исследователя, 6 из которых являются консультантами, 1 — старший научный сотрудник, 1 — научный сотрудник, 6 ассистентов, 9 исследователей и 9 младших научных сотрудников. 9 сотрудников имеют степень доктора наук и 15 — кандидата наук. Директор института — доктор Елена Йованова-Груйовска.